# Montañas Wilhelmina

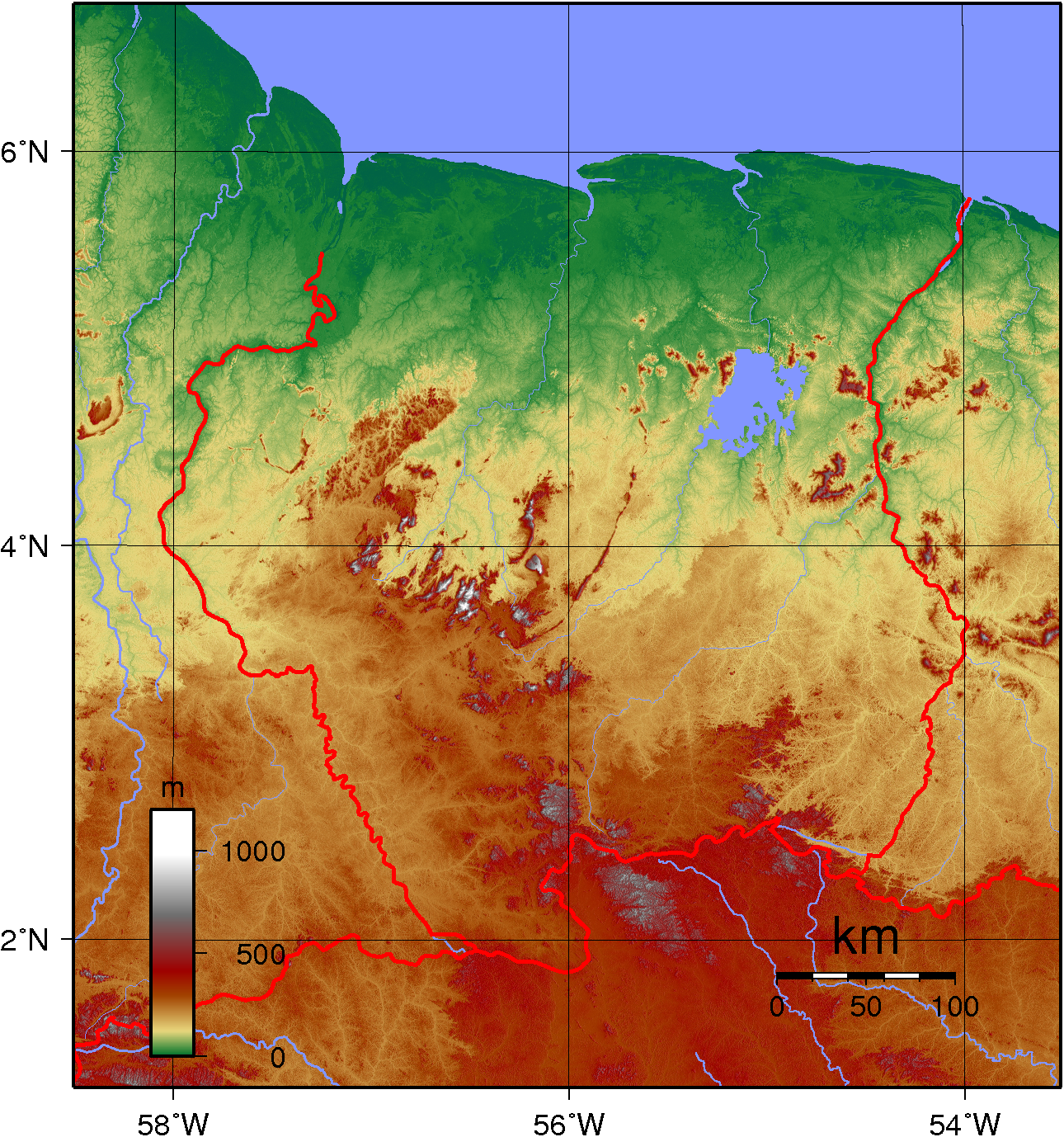
En esta imagen se muestra donde se ubican los lugares más elevados en la región.

Las montañas Wilhelmina o montañas Guillermina (neerlandés: Wilhelminagebergte) son una cadena montañosa de la zona central de Surinam que se extienden unos 113 km en dirección este oeste. Su extensión cubre el distrito de Sipaliwini. 
Su pico más elevado es Juliana Top que posee una elevación de 1280 m. 
Su nombre hace honor a la reina Guillermina. Las montañas Wilhelmina forman parte de las Tierras Altas de Tumucumaque del macizo de Guayana que se remonta al Precámbrico.